# Malin (obwód rówieński)
Malin (ukr. Малин) – wieś w rejonie młynowskim obwodu rówieńskiego. Wieś liczy 417 mieszkańców.

## Historia
Miejscowość została założona w 1545. W 1871 założono na niej czeską kolonię, nazwaną Czeskim Malinem, a później Kolonia Malin. W II Rzeczypospolitej miejscowość była siedzibą gminy wiejskiej Malin w powiecie dubieńskim województwa wołyńskiego.
13 lipca 1943 silna niemiecka ekspedycja karna, przysłana z pobliskiej Ołyki, spacyfikowała wieś Malin (też „Malin Ruski” lub „Ukraiński Malin”) i sąsiednią wieś Kolonia Malin (też „Czeski Malin”). Według relacji świadków w skład ekspedycji karnej wchodzili także polscy funkcjonariusze Schutzmannschaft oraz uzbrojeni cywile, nie wiadomo jednak, czy brali oni udział w mordzie mieszkańców czy jedynie w grabieży wsi. Mieszkańców rozstrzeliwano lub palono żywcem. Łącznie w czasie pacyfikacji poniosły śmierć 532 osoby – w tym 374 Czechów wołyńskich, 132 Ukraińców i 26 Polaków. W gronie ofiar znalazło się wiele kobiet i dzieci.
13 lipca 1947 gmina Frankštát (niem. Frankstadt an der Mährischen Grenzbahn) na ziemi szumperskiej została przemianowana na Nowy Malin.